# 동시베리아 변경주
동시베리아 변경주(러시아어: Восточно-Сибирский край)은 1930년 7월 30일, 시베리아 변경주가 서시베리아 변경주와 분리되면서 새롭게 생겨난 지방이였다.
중심지는 이르쿠츠크였다.
1934년 12월 7일에 보스토치노시비리 지방은 일부가 크라스노야르스크 변경주, 하카시야 자치주, 타이미르 자치구와 예벤키 자치구로 분리되었다.
1936년까지 일부가 분리된 것을 제외하면 존속하다가, 동시베리아주, 부랴트몽골 소비에트 사회주의 자치공화국으로 분리되었다.